# Передбаза топології
У топології передбазою (або підбазою ) для топологічного простору X із топологією T називається підмножина B топології T, яка породжує T, тобто T є найменшою топологією, що містить B. 

## Означення
Нехай X — топологічний простір із топологією T. Передбазою T називається підмножина B топології T, яка задовольняє еквівалентним умовам:
1. Підмножина B породжує топологію T. Тобто T є найменшою топологією, що містить B: будь-яка топологія T' на X, що містить B також містить T.
2. Набір відкритих множин, що складається із усіх скінченних перетинів елементів B, разом із множиною X є базою для T. Іншими словами кожна власна відкрита множина у T є  об'єднанням скінченних перетинів елементів B. Тобто для будь-якої точки x у відкритій множині U ⊆ X є скінченна кількість множин S1, ..., Sn із B перетин яких містить точку x і є підмножиною U.

Для будь-якої підмножин S булеана P(X) існує єдина топологія для якої S є передбазою. Ця топологія є перетином усіх топологій на X, що містять S. Натомість для заданої топології може бути багато різних передбаз.
Іноді в означенні передбази вимагається щоб B було покриттям X.
При цьому означенні дві властивості вище не завжди є еквівалентними. Існують простори X із топологією T, для яких існують підмножини B топології T і T є найменшою топологією, що містить B але B не є покриттям X. Проте такі простори є досить екзотичними; наприклад передбаза простору, що має принаймні дві точки і задовольняє аксіому T1 є покриттям цього простору.

## Приклади
- Для звичайної топології дійсних R усі напівнескінченні відкриті інтервали виду (−∞,a) або (b,∞), де a і b є дійсними числами є передбазою. Вони породжують стандартну топологію оскільки перетини (a,b) = (−∞,b) ∩ (a,∞) для a < b утворюють базу топології. Іншу передбазу можна отримати якщо взяти підмножину напівнескінченних інтервалів для яких a і b є раціональними числами. У цьому випадку відкриті інтервали (a,b) де a, b є раціональними також утворюють базу для стандартної топології.

- Передбаза із напівнескінченних відкритих інтервалів виду (−∞,a), де a є дійсним числом не породжує стандартну топології. Породжена також передбазою топологія не задовольняє аксіому T1, оскільки всі відкриті множини мають непустий перетин.

- Якщо {\displaystyle X} є нескінченною множиною, то множина скінченних підмножин, із кількістю елементів {\displaystyle n\neq 0}, тобто

{\displaystyle {\mathcal {S}}:=\{M\subset X\,|\,|M|=n\}}
є передбазою дискретної топології, тобто топології {\displaystyle {\mathcal {O}}_{D}:={\mathcal {P}}(X).}
- Ініціальна топологія на X задана сім'єю функцій fi : X → Yi, де всі Yi є топологічними просторами є найслабшою топологією на X для якої всі fi є неперервними. Оскільки неперервність означається за допомогою прообразів відкритих множин то ініціальна топологія на X породжується передбазою елементами якої є fi−1(U), для всіх U, що є відкритими підмножинами для всіх Yi.

- Важливими окремими випадками попереднього прикладу є добуток топологічних просторів, де сім'єю функцій є множина проєкцій із добутку на кожен множник і топологічний підпростір, де сім'я складаються з єдиної функції включення.

- Для компактно-відкритої топології на просторі неперервних функцій із X у Y передбазою є, наприклад, множина елементами якої є множини функцій

{\displaystyle V(K,U)=\{f\colon X\to Y\mid f(K)\subseteq U\}}
для різних компактних підмножин K ⊆ X і відкритих підмножин U ⊆ Y.

## Властивості
- За допомогою передбаз можна дати означення неперервності: відображення f : X → Y між топологічними просторами є неперервним тоді і тільки тоді, коли для кожної множини U із передбази A топологічного простору Y, прообраз відображення f−1(U) є відкритою множиною.
- Теорема Александера. Нехай X є топологічним простором із передбазою B. Якщо кожне покриття елементами B має скінченне підпокриття, то простір є компактним.